# San Gillio
San Gillio é uma comuna italiana da região do Piemonte, província de Turim, com cerca de 2.581 habitantes. Estende-se por uma área de 8 km², tendo uma densidade populacional de 323 hab/km². Faz fronteira com La Cassa, Val della Torre, Druento, Givoletto, Pianezza, Alpignano. O nome é uma corruptela de "Santo Egídio".

## Demografia
| Variação demográfica do município entre 1861 e 2011                               |
|                                                                                   |
| Fonte: Istituto Nazionale di Statistica (ISTAT) - Elaboração gráfica da Wikipedia |